# Śródmieście (Sanok)
Dzielnica Śródmieście – najstarsza dzielnica Sanoka, istniejąca od chwili lokacji miasta w 1339 roku. Pierwotnie otoczona murem miejskim fundacji Kazimierza Wielkiego. Położona na wzgórzu, które od strony wschodniej okala rzeka San. 

## Obiekty
- Mury Sanoka

Zabytki i budynki
- Zamek Królewski w Sanoku
- Zajazd w Sanoku (ul. Zamkowa 2) / Muzeum Historyczne w Sanoku
- Zajazd w Sanoku (ul. Romualda Traugutta 3) – siedziba Muzeum Budownictwa Ludowego w Sanoku
- Rynek w Sanoku
- Ratusz przy ul. Rynek 1 w Sanoku
- Ratusz przy ul. Rynek 16 w Sanoku
- Budynek Sądu Rejonowego w Sanoku
- Dom Julii w Sanoku
- Dom przy ul. Sanowej 11 w Sanoku
- Kamienica przy ul. Rynek 14 w Sanoku
- Kamienica przy ul. Rynek 18 w Sanoku
- Willa Zaleskich w Sanoku
- Ramerówka
- Kamienice przy ul. Jana III Sobieskiego 8 i 10 w Sanoku
- Kamienica przy ul. Jana III Sobieskiego 12 w Sanoku
- Kamienica przy ul. Jana III Sobieskiego 16 w Sanoku
- Kamienica przy ul. Jagiellońskiej 2 w Sanoku
- Kamienica przy ulicy Jagiellońskiej 48 w Sanoku
- Kamienica przy ul. Zamkowej 16 w Sanoku
- Kamienica przy ul. Kazimierza Wielkiego 6 w Sanoku
- Kamienica przy ul. Kazimierza Wielkiego 8 w Sanoku
- Kamienica przy ul. Tadeusza Kościuszki 22 w Sanoku
- Gmach Towarzystwa Gimnastycznego „Sokół” w Sanoku
- Budynek poczty przy ul. Tadeusza Kościuszki 26 w Sanoku
- Budynek przy ul. Ignacego Daszyńskiego 17 w Sanoku
- Budynek przy ul. Tadeusza Kościuszki 4 w Sanoku
- Budynek przy ul. Adama Mickiewicza 24 w Sanoku
- Budynek przy ul. Henryka Sienkiewicza 5 w Sanoku
- Budynek przy ul. Teofila Lenartowicza 2 w Sanoku
- Budynek przy ul. Zamkowej 30 w Sanoku

Nieistniejące
- Kościół Najświętszej Marii Panny w Sanoku
- Kościół św. Michała Archanioła w Sanoku
- Budynek przy ul. Tadeusza Kościuszki 18 w Sanoku
- Budynek poczty przy ul. Jana III Sobieskiego 7 w Sanoku
- Dom Beksińskich i Lipińskich w Sanoku

Kościoły, cerkwie, obiekty sakralne
- Kościół i klasztor Franciszkanów w Sanoku - Parafia Podwyższenia Krzyża Świętego i Matki Bożej Pocieszenia
- Kościół Przemienienia Pańskiego w Sanoku - Parafia Przemienienia Pańskiego
- Parafia Świętej Trójcy w Sanoku
- Sobór Świętej Trójcy w Sanoku
- Parafia Matki Bożej Różańcowej w Sanoku
- Zbór Kościoła Adwentystów Dnia Siódmego w Sanoku
- Zbór Ewangelicznej Wspólnoty Zielonoświątkowej w Sanoku

Szkoły
- Gimnazjum nr 2 im. Królowej Zofii w Sanoku
- I Liceum Ogólnokształcące im. Komisji Edukacji Narodowej w Sanoku
- II Liceum Ogólnokształcące im. Marii Skłodowskiej-Curie w Sanoku
- Zespół Szkół nr 1 im. Karola Adamieckiego w Sanoku
- Państwowa Wyższa Szkoła Zawodowa im. Jana Grodka w Sanoku

Place, ulice i natura
- Rynek
- plac św. Michała
- plac św. Jana
- plac Miast Partnerskich
- plac Harcerski im. ks. Zdzisława Peszkowskiego
- ulica 3 Maja
- ulica Bartosza Głowackiego
- ulica Grzegorza z Sanoka
- ulica Jagiellońska
- ulica Jana III Sobieskiego
- ulica Tadeusza Kościuszki
- ulica Adama Mickiewicza
- ulica Zamkowa
- Góra Parkowa
  - Park miejski im. Adama Mickiewicza
  - Kopiec Adama Mickiewicza w Sanoku

Inne
- Areszt Śledczy Sanok
- Koszary przy ul. Adama Mickiewicza w Sanoku
- Skocznia narciarska w Sanoku
- Stadion MOSiR „Wierchy” w Sanoku
- Torsan – dawne lodowisko
- Podkarpacki Bank Spółdzielczy
- Placówka Straży Granicznej w Sanoku

Pomniki
- Kamień 1000-lecia
- Pomnik Wdzięczności połegłym w II wojnie światowej
- Pomnik Synom Ziemi Sanockiej Poległym i Pomordowanym za Polskę
- Pomnik Grzegorza z Sanoka
- Pomnik Tadeusza Kościuszki
- Pomnik Jana Pawła II
- Pomnik Zdzisława Beksińskiego
- Ławeczka Józefa Szwejka

Historia
- Getto w Sanoku